# Chasse en Russie
 (avril 2021).
Si vous disposez d'ouvrages ou d'articles de référence ou si vous connaissez des sites web de qualité traitant du thème abordé ici, merci de compléter l'article en donnant les références utiles à sa vérifiabilité et en les liant à la section « Notes et références ».

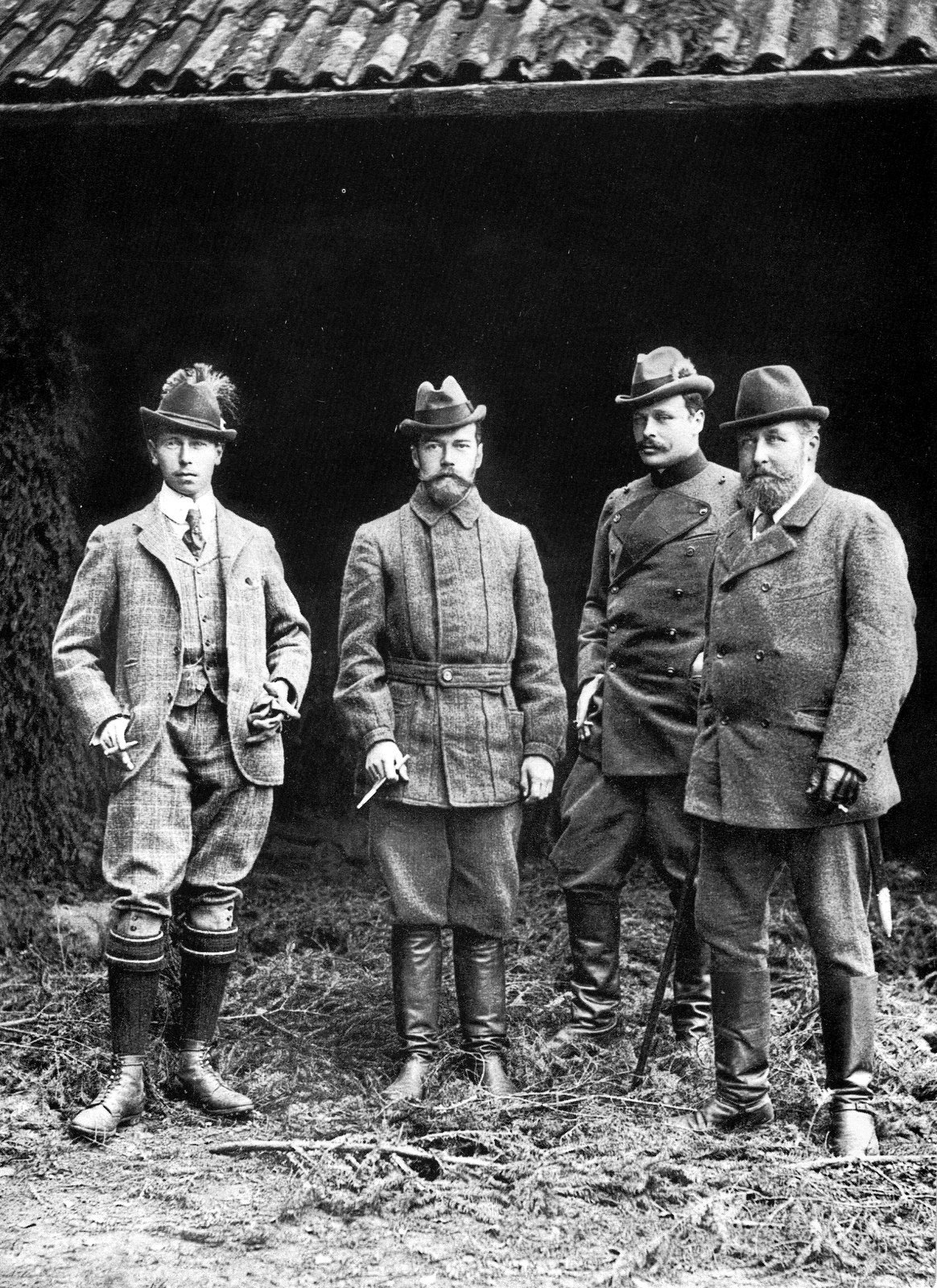
Le prince Alfred de Saxe-Cobourg de Goth (1er à gauche), l'empereur Nicolas II (2e à gauche), Ernst-Ludwig de Hesse-Darmstadt (3e à gauche) chassant à Cobourg.

La chasse est une activité associée à la recherche, au suivi, à la poursuite des animaux sauvages, de leurs proies, à la transformation primaire et au transport. En Russie il y a environ 3,5 millions de chasseurs amateurs.

## Législation sur la chasse en Russie

### Types de chasse autorisés en Russie
La chasse en Russie est actuellement régie par la loi sur la chasse (article 12), les types de chasse suivants peuvent être pratiqués sur le territoire de la Russie:
- chasse commerciale ;
- chasse amateur et sportive ;
- chasse aux fins d'activités de recherche, d'activités éducatives ;
- la chasse afin de réguler le nombre de ressources / espèces chassables ;
- la chasse à des fins d'acclimatation, de réinsertion et de croisement des ressources / espèces chassables ;
- la chasse dans le but de conserver et d'élever des ressources / des espèces chassables dans des conditions semi-libres ou dans un habitat créé artificiellement ;
- la chasse afin d'assurer la conduite d'un mode de vie traditionnel et la mise en œuvre des activités économiques traditionnelles des peuples autochtones peu nombreux du Nord, de la Sibérie et de l'Extrême-Orient de la fédération de Russie, la chasse est effectuée par des personnes n'appartenant pas à ces peuples, mais résident en permanence dans les lieux de leur résidence traditionnelle et de leurs activités économiques traditionnelles, et pour qui la chasse est la base de leur existence.

### Restriction et interdiction
Interdictions de chasse :
- sur une bécasse sur une traction matinale ;
- à l'approche du printemps, à l'exception de la chasse au tétras des bois ;
- pour les oies lors de la chasse printanière ;
- sur le gibier à plumes, lors de la chasse printanière, avec des chiens, des oiseaux de chasse, à l'exception de l'utilisation de chiens de chasse pour trouver des oiseaux blessés et servir les gibiers capturés ;
- sur les femelles: canards, grand tétras, tétras lyre pendant la chasse printanière ;
- pour la gélinotte, la foulque, les oies grises pendant la chasse printanière ;
- dans certains territoires, sur de nombreuses rivières, lacs et réservoirs, sur les îles de ces plans d'eau, ainsi qu'à une distance de moins de 200 mètres du bord de l'eau dans diverses entités constitutives de la fédération de Russie (la liste peut être trouvée dans les règles de chasse).
- Interdictions en vigueur pendant la chasse :
- interdit d'utiliser des armes à feu et des armes pneumatiques à moins de 200 mètres d'une habitation ;
- interdit de tirer "au bruit", "au bruissement", sur une cible obscurément visible ;
- interdit de tirer sur le gibier à plumes assis sur les fils et les poteaux des lignes électriques ;
- interdit de tirer le long de la ligne des tireurs (lorsque le projectile peut passer à moins de 15 mètres du tireur adjacent) ;
- interdit d'organiser un corral d'animaux de chasse, dans lequel les chasseurs se déplacent à l'intérieur du corral, entourant les animaux qui sont dans le corral ;

- se trouve dans des terrains de chasse dans / sur des véhicules à moteur, des aéronefs, ainsi que dans des bateaux avec le moteur en marche, y compris ceux qui n'ont pas arrêté l'inertie après l'arrêt du moteur, avec une arme à feu de chasse (pneumatique) découverte ou chargée ou ayant son arme chargée.

Il est interdit de séjourner sur les terrains de chasse en dehors de la période de chasse, avec des chiens qui ne sont pas tenus en laisse, sauf pour être avec ces chiens dans les zones de chasse et de dressage des chiens de races.

### Braconnage en Russie
Les chiffres du recensement de la chasse illégale en Russie sont :
| Extraction illégale des ressources chassables de Russie | Extraction illégale des ressources chassables de Russie | Extraction illégale des ressources chassables de Russie | Extraction illégale des ressources chassables de Russie | Extraction illégale des ressources chassables de Russie | Extraction illégale des ressources chassables de Russie | Extraction illégale des ressources chassables de Russie | Extraction illégale des ressources chassables de Russie | Extraction illégale des ressources chassables de Russie |
| ------------------------------------------------------- | ------------------------------------------------------- | ------------------------------------------------------- | ------------------------------------------------------- | ------------------------------------------------------- | ------------------------------------------------------- | ------------------------------------------------------- | ------------------------------------------------------- | ------------------------------------------------------- |
| District fédéral                                        | Ongulés                                                 | Ongulés                                                 | Ours                                                    | Ours                                                    | Animaux à fourrure                                      | Animaux à fourrure                                      | Gibier à plumes                                         | Gibier à plumes                                         |
| District fédéral                                        | 2015                                                    | 2016                                                    | 2015                                                    | 2016                                                    | 2015                                                    | 2016                                                    | 2015                                                    | 2016                                                    |
| Fédération de Russie                                    | 2494                                                    | 3050                                                    | 32                                                      | 41                                                      | 1513                                                    | 1054                                                    | 1766                                                    | 1052                                                    |
| Russie centrale                                         | 302                                                     | 328                                                     | 0                                                       | 0                                                       | 32                                                      | 28                                                      | 71                                                      | 24                                                      |
| Nord-Ouest                                              | 127                                                     | 127                                                     | 4                                                       | 3                                                       | 11                                                      | 29                                                      | 63                                                      | 74                                                      |
| Sud                                                     | 17                                                      | 65                                                      | 0                                                       | 0                                                       | 88                                                      | 259                                                     | 184                                                     | 238                                                     |
| Caucase du Nord                                         | 4                                                       | 0                                                       | 1                                                       | 0                                                       | 6                                                       | 7                                                       | 20                                                      | 17                                                      |
| District de Privolzhsky                                 | 535                                                     | 568                                                     | 9                                                       | 8                                                       | 446                                                     | 83                                                      | 131                                                     | 75                                                      |
| Oural                                                   | 691                                                     | 977                                                     | 2                                                       | 2                                                       | 471                                                     | 50                                                      | 731                                                     | 190                                                     |
| Sibérie                                                 | 598                                                     | 672                                                     | 11                                                      | 21                                                      | 412                                                     | 486                                                     | 308                                                     | 313                                                     |
| Extrême-Orient                                          | 215                                                     | 313                                                     | 5                                                       | 7                                                       | 41                                                      | 112                                                     | 258                                                     | 121                                                     |

Mais ces faits avérés pour la chasse illégale ne reflètent pas la situation réelle du braconnage du gibier dans la fédération de Russie : le volume estimé du braconnage est beaucoup plus important que les incidents officiellement constatés.

## Gibiers chassés
En Russie, la pression de chasse s'avère être relativement faible eu égard à la superficie concerné. Par exemple, pour la chasse à la bécasse, les chasseurs prélèvent entre 3 et 5,5 bécasses/saison, pour les spécialistes, ils prélèvent en moyenne 5 à 7 bécasses/saison.
Chiffres du recensement des gibiers chassés en Russie :
| Nombre de prises des principales espèces chassables en fédération de Russie | Nombre de prises des principales espèces chassables en fédération de Russie | Nombre de prises des principales espèces chassables en fédération de Russie | Nombre de prises des principales espèces chassables en fédération de Russie | Nombre de prises des principales espèces chassables en fédération de Russie |
| --------------------------------------------------------------------------- | --------------------------------------------------------------------------- | --------------------------------------------------------------------------- | --------------------------------------------------------------------------- | --------------------------------------------------------------------------- |
| Espèce                                                                      | Nombre (en millier d'individus)                                             | Nombre (en millier d'individus)                                             | Nombre (en millier d'individus)                                             | évolution entre 2015 et 2016 (en %)                                         |
| Espèce                                                                      | 2014                                                                        | 2015                                                                        | 2016                                                                        | évolution entre 2015 et 2016 (en %)                                         |
| Animaux à sabot                                                             |                                                                             |                                                                             |                                                                             |                                                                             |
| Élan                                                                        | 891,3                                                                       | 834                                                                         | 1023                                                                        | + 22,70%                                                                    |
| Nord sauvage Cerf                                                           | 1004,6                                                                      | 951,9                                                                       | 958,6                                                                       | + 0,70%                                                                     |
| Chevreuil                                                                   | 980,4                                                                       | 883,4                                                                       | 1011,1                                                                      | + 14,50%                                                                    |
| Cerf élaphe                                                                 | 225,4                                                                       | 254,2                                                                       | 263,2                                                                       | + 3,50%                                                                     |
| Cerf Sika                                                                   | 23,6                                                                        | 25,6                                                                        | 26,6                                                                        | + 4,30%                                                                     |
| Sanglier                                                                    | 348,7                                                                       | 309,3                                                                       | 338,9                                                                       | + 9,60%                                                                     |
| Chamois                                                                     | 4,2                                                                         | 3,4                                                                         | 3,7                                                                         | + 8,80%                                                                     |
| Montagne Sibérienne                                                         |                                                                             |                                                                             |                                                                             |                                                                             |
| Mouflons d'Amérique                                                         | 73,6                                                                        | 76,2                                                                        | 77,8                                                                        | + 2,10%                                                                     |
| Bœuf musqué                                                                 | 7,2                                                                         | 7,2                                                                         | 7,2                                                                         | + 0,00%                                                                     |
| Saïga                                                                       | 5                                                                           | 4 – 4,5                                                                     | 3,5                                                                         | - 22,50%                                                                    |
| Animaux à fourrure                                                          |                                                                             |                                                                             |                                                                             |                                                                             |
| Écureuil                                                                    | 5268                                                                        | 5344,8                                                                      | 5523,9                                                                      | + 3,40%                                                                     |
| Castors                                                                     | 643,6                                                                       | 609,1                                                                       | 661                                                                         | + 8,50%                                                                     |
| Loutre                                                                      | 75,1                                                                        | 85,2                                                                        | 81,5                                                                        | - 4,30%                                                                     |
| Hermine                                                                     | 423,8                                                                       | 409,4                                                                       | 407,3                                                                       | - 0,50%                                                                     |
| Lièvre blanc                                                                | 3180,6                                                                      | 3334,7                                                                      | 3409,1                                                                      | + 2,20%                                                                     |
| Lièvre d'Europe                                                             | 819,6                                                                       | 879,3                                                                       | 895,8                                                                       | + 1,90%                                                                     |
| Putois sibérien                                                             | 116,7                                                                       | 108,4                                                                       | 122,7                                                                       | + 13,20%                                                                    |
| Martes                                                                      | 213,1                                                                       | 202,7                                                                       | 204,5                                                                       | + 0,90%                                                                     |
| Renard                                                                      | 566,4                                                                       | 531                                                                         | 509,1                                                                       | - 4,10%                                                                     |
| Glouton                                                                     | 14,9                                                                        | 13,5                                                                        | 14,5                                                                        | + 7,40%                                                                     |
| Lynx                                                                        | 22,2                                                                        | 22,9                                                                        | 28,4                                                                        | + 24,00%                                                                    |
| Zibeline                                                                    | 1286,7                                                                      | 1309,7                                                                      | 1402,7                                                                      | + 7,10%                                                                     |
| Loup                                                                        | 46,5                                                                        | 55,7                                                                        | 50,2                                                                        | - 9,90%                                                                     |
| Ours                                                                        |                                                                             |                                                                             |                                                                             |                                                                             |
| Ours brun                                                                   | 209,5                                                                       | 225,1                                                                       | 235                                                                         | + 4,40%                                                                     |
| Ours à miel (asiatique)                                                     | 5,5                                                                         | 6,4                                                                         | 6,8                                                                         | + 6,30%                                                                     |
| Oiseaux                                                                     |                                                                             |                                                                             |                                                                             |                                                                             |
| Grand tétras                                                                | 4278,4                                                                      | 4579,7                                                                      | 4533,70%                                                                    | - 1,00%                                                                     |
| Tétras lyres                                                                | 13350,5                                                                     | 9643,8                                                                      | 11944,9                                                                     | + 23,90%                                                                    |
| Tétras                                                                      | 20491                                                                       | 17170,3                                                                     | 11944,9                                                                     | - 6,40%                                                                     |
| Faisan                                                                      | 711,8                                                                       | 802,5                                                                       | 814,1                                                                       | + 1,40%                                                                     |

Il est interdit de chasser les mammifères et les oiseaux inscrits dans le Livre rouge de Russie et des entités constitutives de la fédération de Russie. Cette violation peut entrainer des amendes, pouvant aller jusqu'à l'emprisonnement.

### Mammifères
- les animaux à sabots : sanglier, cerf porte-musc, renne sauvage, chevreuil, élan, cerf élaphe, cerf sika, daim, bœuf musqué, mouflon, saïga, chamois, bouquetin de Sibérie, mouflon d'Amérique, bison, bétail ;

- les ours ;

- les animaux à fourrure : loup, chacal, renard, corsac, renard arctique, chien viverrin, raton laveur, lynx, carcajou, blaireau, martre, harza (ou martre à gorge jaune), chat sauvage, belette, hermine, vison, loutre, lièvre, lapin sauvage, castor, marmotte, écureuil terrestre, taupe, tamia, écureuil volant, écureuils, hamster, rat musqué, campagnol d'eau.

### Oiseaux
- Oie, canard, Grand Tétras, tétras lyre, tétras du noisetier, perdrix, caille, faisans, canne des neiges, charognard, râle du maïs, foulque, vanneau, bécassine, grande bécassine, arlequin, bécasse, pigeon, tourterelle.

Dans certaines régions, d'autres espèces du monde animal peuvent être classées comme espèces chassable.

## Histoire de la chasse en Russie.
À l'époque d'Hérodote (Ve siècle av. J.-C.) vivaient dans les steppes du sud de la Russie les Scythes, un peuple nomade qui chassait pour se nourrir et se vêtir, ce qui était si nécessaire dans un climat froid.
Les écrivains arabes Ibn Khordadbeh et Ibn-Haukal parlent du commerce des fourrures que les habitants de la Rus' menaient dans la mer du Rhum (Noire ou Méditerranée).
La chasse dans la Russie ancienne était très importante et répandue. Cela est dû aux bonnes ressources de chasse et aux compétences de la population, à l'immensité du territoire et à la variété des conditions et des espèces animales. Les produits de la chasse représentaient une part importante de l'économie du pays, l'essentiel étant occupé par la chasse commerciale, bien que la chasse sportive se soit également développée.
La plus grande valeur est la fourrure en tant que l'un des principaux produits d'exportation. Les principales espèces exportées étaient les peaux de zibeline, d'écureuil, de castor et de martre.
Jusqu'au XVe siècle, la plus grande partie de la fourrure était capturée dans la partie ouest du pays. Les castors et les martres étaient principalement chassés dans la steppe forestière et les forêts de feuillus, et leur nombre était élevé ici. Le coût d'une peau de castor à cette époque était égal au coût d'un ou deux chevaux de travail ou de deux ou quatre vaches. Les castors ont été capturés à l'aide de pièges et de «chiens castors». Le coût d'un tel chien était égal au coût d'une vache. Lors de la chasse aux écureuils et aux martres, d'autres chiens spéciaux ont été utilisés - les "uzlainiks" (huskies aujourd'hui), qui étaient évalués plus haut que les chiens de castor - jusqu'à 4 chevaux de travail par chien.
La chasse aux ongulés sauvages - élan, cerf élaphe, chevreuil, tur, bison, saïga, cheval sauvage, était d'une grande importance dans la vie des gens en Russie. La viande de ces animaux était récoltée au Moyen Âge et pour les besoins de l'armée: avant les campagnes, des chasses massives aux grands ongulés étaient menées afin de préparer la viande. Ils ont été capturés en grand nombre à l'aide de filets et d'oiseaux jusqu'aux cygnes, dans une moindre mesure ils chassaient les oiseaux avec des oiseaux de chasse. À cette époque, la chasse en Moscovie était d'une grande importance, les castors et les loutres y étaient des animaux communs jusqu'au début du XVIIIe siècle.
Au VIIe siècle en Russie, les tireurs d'oiseaux payaient un loyer sous forme de gibier (par exemple, en un an, un tireur devait livrer "cent tétras lyre, cinquante ongulés, cinquante canetons, dix oies, quatre cygnes, quatre hérons, deux grues chacun"). Les meilleurs terrains de chasse appartenaient aux princes et aux grands seigneurs féodaux. La chasse sur leurs domaines était interdite, la violation de cette interdiction était sévèrement punie. En 1686, Pierre le Grand annonce un décret interdisant la chasse dans les environs de Moscou. Dans d'autres régions, la population russe a conservé la possibilité de pratiquer la chasse, l'apiculture et la pêche.
Dans les régions du nord-est de la partie européenne de la Russie se trouvaient les terrains de chasse les plus riches, où étaient concentrées les principales ressources en écureuil et en zibeline. Cependant, ces zones n'ont pas été développées par les Russes pendant longtemps, principalement parce que, jusqu'à un certain temps, l'exportation des fourrures russes vers les pays voisins était de taille limitée. Le développement de ces terres afin d'échanger des fourrures avec les pays occidentaux a été commencé par les Novgorodiens au XIe siècle.
Les prix élevés des fourrures accélèrent la conquête de la Sibérie et le développement des terrains de chasse les plus riches de l'Est.
La destruction prédatrice de la faune de chasse au cours des 200 à 300 dernières années a conduit soit à l'extermination complète de certaines espèces (bison, cheval sauvage, vache de Steller, etc.) soit à leur préservation uniquement dans des endroits reculés (mouflons d'Amérique, léopards, etc.). De nombreuses espèces précieuses étaient en voie d'extinction (castor, zibeline, loutre de mer, etc.), certaines espèces ont été presque exterminées (élans dans de nombreux endroits). Le déclin du nombre de nombreux animaux a été influencé non seulement par leur extermination prédatrice, mais aussi par un changement des terres dû à la déforestation, aux incendies de forêt, au développement des forêts pour l'agriculture, au labour des terres vierges, à l'augmentation de la densité de population dans des zones auparavant peu peuplées, etc.

### Les types de chasses

#### Chasse aux oiseaux de proie
Elle est considérée comme le plus ancien type de chasse. Les indications de l'origine de la chasse aux oiseaux de proie (faucon, aigle royal) en Russie remontent au XIe siècle : le prince Oleg avait une fauconnerie à Kiev. Сette chasse était le privilège de la cour royale et des princes. La plus courante était la chasse aux faucons. Pour soulever l'oiseau dans les airs, on utilisait des chiens podsokoli. La chasse aux oiseaux de proie a atteint son plus haut développement au XVIIe siècle sous le tsar Alexis Ier[réf. souhaitée]. La fauconnerie en Russie n'avait pas seulement une valeur sportive, mais était souvent aussi un moyen d'établir des relations de bon voisinage : des faucons étaient envoyés dans les pays voisins en cadeau. La chasse aux oiseaux de proie a diminué au début de la seconde moitié du XVIIIe siècle avec l'avènement des armes de chasse et du tir au fusil.

#### Chasse au chien
Une chasse seigneuriale, le plaisir des grands propriétaires terriens. Elle est née en Russie après la prise de Kazan (conquête entreprise par Ivan le Terrible en 1552) et a été empruntée aux princes tatars. Pour ce type de chasse, des chiens de deux races étaient nécessaires : les chiens courants (Гончие собаки) et les lévriers (Борзые собаки).La dissolution de la chasse au chien est associée à la décadence de la noblesse et au développement de la chasse au fusil (milieu du XIXe siècle), et cela s'est produit particulièrement rapidement après l'abolition du servage en 1861, bien que des chasses individuelles aient survécu (jusqu'à 100 chasses) jusqu'en 1909-1917. La chasse aux chiens en Russie a cessé d'exister après la révolution (octobre 1917).

#### Chasse au fusil de chasse
Elle a commencé courant XVe siècle, mais n'est devenue possible à grande échelle qu'après l'invention du plomb (munition) et de la chevrotine à la fin du XVe siècle. En Russie, la chasse aux oiseaux à l'aide d'armes à feu a commencé à être utilisée à la fin du XVIIe siècle. Au milieu du XVIIIe siècle, la chasse au fusil était pratiquée principalement par des bourgeois et des serfs tireurs, qui fournissaient du gibier à la table impériale et à la noblesse. La chasse à la carabine en Russie s'est généralisée au début du XIXe siècle après l'amélioration des contacts avec les pays d'Europe occidentale. Ce type de chasse s'est répandu par rapport à la fauconnerie et à la chasse au chien, principalement en raison de son prix modique et de sa plus grande efficacité. En effet, à l'aide d'une arme à feu, les hommes chassaient non seulement les animaux et les oiseaux, mais aussi les poissons. La chasse au fusil a contribué à l'accumulation de connaissances sur les animaux, leurs habitats, leur comportement, etc.
La diffusion généralisée de la chasse au fusil au sein de la population a conduit à l'unification des chasseurs, d'abord dans les grands centres, puis dans les provinces : en 1859 est créée la Société de chasse de Moscou, en 1872, la Société impériale de Moscou pour la reproduction des animaux de chasse. Elles ont participé à l'élaboration de la première loi sur la chasse en 1892, promu la protection des animaux utiles, combattu le loup et d'autres prédateurs nuisibles. Souvent, dans les localités, il était possible d'organiser le travail des sociétés de chasse de manière à contribuer à la protection de la nature.
En 1898 est convoqué le premier Congrès russe des chasseurs a été convoqué afin d'unifier les chasseurs : en effet, il existant une division en chasseurs canins et à la carabine. En 1909, le deuxième Congrès russe des chasseurs a convoqué une représentation plus large des chasseurs, associant amateurs et professionnels, et a pris la décision d'organiser une Union russe permanente des chasseurs (qui est restée à l'état de projet). mais il n'a pas été possible de la mettre en œuvre dans la pratique. Des changements positifs sont également notés à cette époque : l'étude de l'économie de la chasse en Russie, l'interdiction de la chasse à la zibeline, l'organisation de réserves de sable, la création d'une école de chasse (par Silantiev), etc.

### La chasse en URSS
En URSS existaient une chasse sportive et une chasse professionnelle. L'Union soviétique s'est classée première au monde dans la production de fourrure.
La chasse était régie par une loi et des règles spéciales. Il y avait des organes d'inspection de la chasse d'État et des sociétés de chasse volontaires, et la chasse n'était autorisée qu'avec l'autorisation de ces organisations sous la forme d'un certificat spécial - un billet de chasse.

## Argument pour et contre la chasse
- Si vous ne connaissez pas le sujet, laissez ce bandeau (vous pouvez alors contacter les auteurs).
- Si vous supprimez le contenu mis en cause (vous pouvez préalablement contacter les auteurs),

argumentez précisément cette suppression dans la page de discussion
(un manque de référence n'est pas un argument ; une recherche réelle de référence doit avoir été effectuée, être formellement documentée).

### Contre
- La chasse législative s'accompagne souvent de braconnage et d'extermination d'espèces rares ainsi que d'espèces autorisées. Surtout souvent, de telles connivences de violations de la loi, parfois, les violations elles-mêmes se produisent directement de la part de hauts fonctionnaires.

### Pour
- La chasse fait partie intégrante de la culture de nombreux peuples et s'est formée tout au long de l'histoire de l'humanité et a le droit d'exister dans ses diverses formes en tant que moyen de subsistance dans un mode de vie traditionnel que certains peuples de Russie souhaitent faire persister.
- La chasse amateur a une valeur récréative, la restauration de la force émotionnelle et psychologique, de la santé et de la capacité de travail d'une personne.
- Il est impossible non seulement de mettre un signe d'identité entre chasse et braconnage, mais même de faire des parallèles. Le braconnage est généré par des causes sociales négatives dans la société, pas dans l'environnement de chasse. Des problèmes sociaux tels que le manque de travail dans la région de résidence, la pauvreté et pousse les gens à tous les types de vol, et dans les régions de chasse, respectivement, au braconnage. Une différence significative dans le statut social des personnes peut même conduire à un braconnage de protestation.
- La chasse amateur apporte des ressources financières directement aux régions de chasse, contribuant ainsi à réduire les tensions sociales et, par conséquent, le braconnage.